# Die goldene Brücke
Die goldene Brücke ist ein deutscher Schwarzweiß-Spielfilm von Paul Verhoeven aus dem Jahr 1956 mit Ruth Leuwerik und Curd Jürgens in den Hauptrollen. Das Drehbuch von Juliane Kay und Werner P. Zibaso basiert auf Motiven des gleichnamigen Romans von Lajos Zilahy. In der Bundesrepublik Deutschland kam der Streifen am 31. Mai 1956 erstmals in die Kinos.

## Handlung
Vor zwei Jahren sah es noch so aus, als stünde der Sängerin Tima Sombor eine glanzvolle Karriere bevor. Doch dann wendet sich plötzlich das Blatt, als ihr Gatte bei einem Autorennen schlimm verunglückt und sie sich jetzt verstärkt um ihn kümmern muss. Eines Tages erhält sie einen überraschenden Anruf; sie soll bei einer Privatvorstellung in der Villa des Industriellen Henrik Balder für die erkrankte Sängerin einspringen. Bei der Feier kommen sich die beiden etwas näher. Tima nutzt die Gelegenheit und bittet den Fabrikanten, etwas für ihren verletzten Mann zu tun. Bei einer Unterredung zwischen den beiden Männern wird aber Balder von Stefan gebeten, seiner Frau die Chance einzuräumen, ihre seinetwegen unterbrochene Karriere wieder aufzunehmen.
So kommt es, dass Tima eine Filmrolle angeboten wird. Bald wird im Atelier getuschelt, Tima sei Balders Geliebte, und der habe ihr die Rolle gekauft. Darauf angesprochen gibt Balder unumwunden zu, dass es sich so verhält. Aber trotzdem glaube er fest an Timas Talent.
Bei einer Nacht in Balders Ferienhaus kann Tima dessen Ansprüche nicht erfüllen. Sie gesteht ihrem Geliebten, dass sie ihren Mann nicht vergessen könne. Balder glaubt, Tima halte nur noch aus Mitleid zu Stefan. Daraufhin sorgt er dafür, dass Stefan die erste Fahrt mit einem Turbinenwagen machen soll, obwohl der zwei Jahre lang nicht mehr am Steuer gesessen hat. Tima will die Testfahrt unbedingt verhindern. Deshalb bietet sie Balder an, bei ihm zu bleiben. Als sich die Eheleute an der Rennstrecke begegnen, spürt Tima jedoch, dass ihr wahrer Platz an der Seite von Stefan ist. Balder muss einsehen, dass sein Abenteuer mit der Sängerin endgültig zu Ende ist.

## Produktionsnotizen
Der Film wurde von der Produktionsfirma KG Divina GmbH & Co. hergestellt. Die Firma gehörte Ilse Kubaschewski, die zugleich Inhaberin des Erstverleihs Gloria-Film GmbH & Co. Filmverleih KG war.
Die Außenaufnahmen entstanden in Hamburg, die Atelieraufnahmen in den Studios der Bavaria Film in Geiselgasteig. Die Bauten wurden von den Filmarchitekten und Szenenbildnern Max Mellin und Wolf Englert geschaffen. Brigitte Scholz steuerte die Kostüme bei. Erwin Lange sorgte für die Spezialeffekte.

## Kritik
Das Lexikon des internationalen Films hält nicht viel von dem Streifen und nennt ihn ein „Traumfabrikat nach Motiven eines trivialen Allerwelts-Romans von Lajos Zilahy“ und ein „oberflächliches Drama aus der deutschen Kino-Traumfabrik der 50er Jahre, gekennzeichnet durch die übersteigerte innere Unwahrscheinlichkeit des damaligen Starfilms.“